# Biet Maja

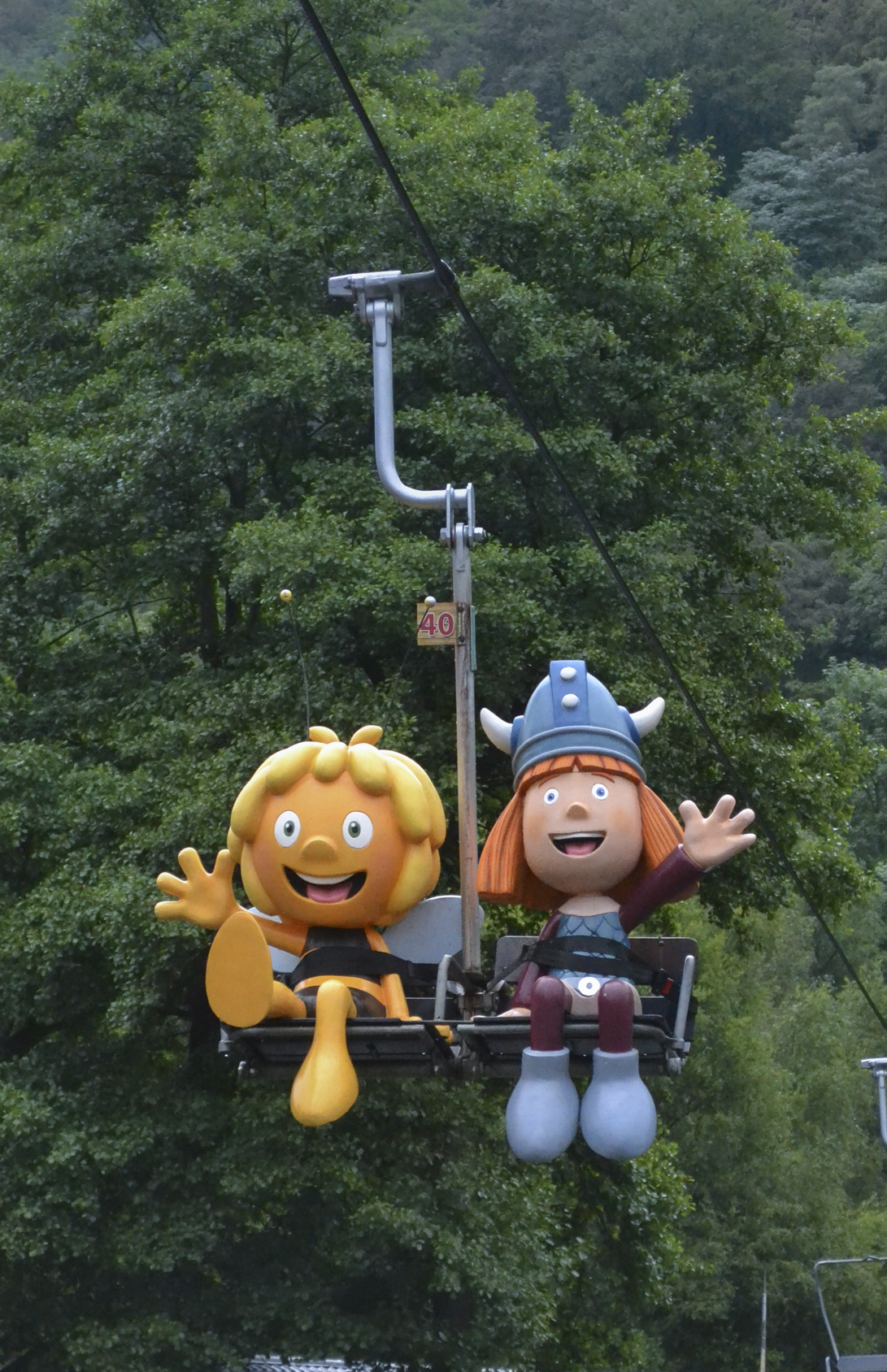
Biet Maya till vänster, bredvid Vicke Viking, på nöjesparken Plopsa Coo i Belgien.

Biet Maja, även Biet Maya, (tyska: Biene Maja) är huvudfiguren i två romaner av den tyske författaren Waldemar Bonsels från 1900-talets början. Romanerna användes som förlaga till en populär animerad TV-serie som producerades mellan 1975 och 1980 samt för en tecknad serietidning som utkom från och med 1976. Det har även gjorts långfilmer om biet Maja.

## Böcker
Böckerna med biet Maja är Biet Majas äventyr (originaltitel: Die Biene Maja und ihre Abenteuer) och Himmelsvolk. I romanerna bearbetar Bonsels sina barndomsminnen från Ahrensburg i Schleswig-Holstein samt sina iakttagelser i parken vid slottet Schleißheim (nära München). Utöver honungsbiet Maja förekommer flera andra insekter i böckerna.

## Filmatiseringar
Mellan 1924 och 1925 skapade regissören Wolfram Junghans en film om biet Maja. För filmen användes äkta insekter och därför tog produktionen två år.
Mellan 1975 och 1980 producerades en populär animerad TV-serie baserad på boken.
År 2014 hade den tysk-kanadensiska animerade filmen Biet Maya (originaltitel: Die Biene Maja), baserad på serien, premiär.
Figurerna för TV-serien och för filmen från 2014 formades av den amerikanska serietecknaren Marty Murphy. Serien var ett samarbete mellan det tyska TV-företaget ZDF och det japanska företaget Zuiyo Enterprises (senare namn Nippon Animation). De 104 episoderna visades av ZDF i Tyskland och Österrike och de visas fortfarande av bland annat tyska barn-TV Kika.
Framgång hade även signaturmelodin till TV-serien som sjöngs av Karel Gott. Singeln blev i Tyskland en sjufaldig guldskiva.